# Duell i Texas
Duell i Texas (originaltitel: Love Me Tender) är en amerikansk film från 1956, i regi av Robert D. Webb. Denna Elvis Presleys debutfilm innehåller sångerna "Love Me Tender", "We're Gonna Move", "Let Me" och "Poor Boy".

## Handling
De tre bröderna Vance, Brett och Ray strider i det amerikanska inbördeskriget. När de tre stjäl nordstatarnas löner upptäcker de att kriget är slut och att de nu är laglösa.

## Tagline
- You'll Love Him Tender in the Story He Was Born to Play!

## Rollista (i urval)
- Richard Egan - Vance Reno
- Debra Paget - Cathy Reno
- Elvis Presley - Clint Reno
- Robert Middleton - Mr. Siringo
- William Campbell - Brett Reno
- Neville Brand - Mike Gavin
- Mildred Dunnock - Martha Reno
- Bruce Bennett - Maj. Kincaid
- James Drury - Ray Reno
- Russ Conway - Ed Galt